# Jardín Forestal Científico Tama

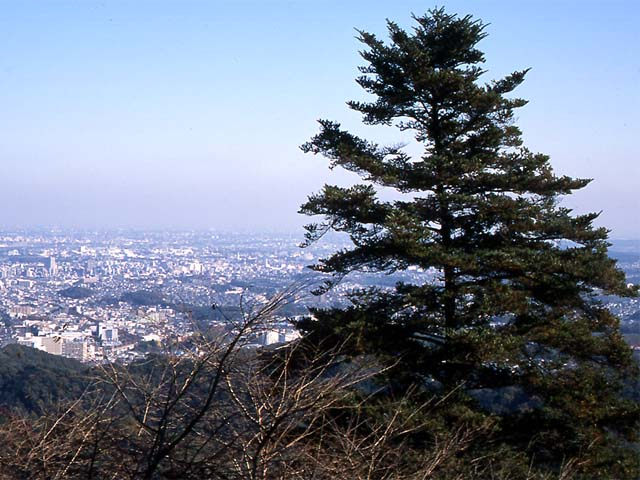
Abies firma y al fondo la ciudad de Tokio.

El Jardín Forestal Científico Tama en japonés: 多摩森林科学園, anteriormente Bosque Experimental Asakawa y a veces conocido como Parque Botánico Tama es un arboretum de unas 57 hectáreas de extensión que se encuentra en la ciudad de Hachioji, Japón. Este jardín presenta registros en la Agenda Internacional para la Conservación en los Jardines Botánicos..

## Localización y horario
El arboretum se encuentra al pie del monte Takao.
- Tama Forest Science Garden

Forestry and Forest Products Research Institute (FFPRI)
Todori 1833-81 Hachioji, Tokio 193-0843 Japón
- Teléfono:
- Abren diariamente excepto los lunes y hay que pagar una tarifa de entrada.

## Historia
El lugar que ocupa el actual arboretum fue previamente un campo de batalla donde Hojo Ujiteru luchó contra Takeda Shingen, y después puesto bajo custodia del shogunato de Tokugawa. 
En 1905 fue inaugurado como una "Unidad de Bosque Experimental" dependiente del "Departamento Forestal" en el "Ministerio de Agricultura y Comercio" en Meguro,(Tokio). 
En 1910 se retituló como la "Estación Experimental Forestal", por el "Departamento Forestal" del "Ministerio de Agricultura y Comercio". 
En 1921 se convirtió en una estación experimental bajo custodia de la división de la gerencia de silvicultura del ministerio de la casa imperial. 
Actualmente (abril de 2007) es una rama de investigación del "Instituto de Investigaciones de Silvicultura y de los Productos de Bosque". 

## Colecciones
El jardín incluye 13 hectáreas del bosque natural que consiste principalmente en Abies firma y Pinus densiflora, y los árboles de hoja perenne Quercus glauca y Castanopsis cuspidata var. sieboldii.
También contiene un arboretum con cerca de 1000 clases de árboles propios de Japón y extranjeros, incluyendo 2.000 cerezos que representan 250 variedades diferentes.